# Armbrøst
 For alternative betydninger, se Bolt (flertydig).
En armbrøst eller låsebue ((latin): arcuballista, 'bue' og 'kastemaskine') er en bue med en mekanisk anordning, der kan holde den spændt med en pil eller bolt, og udløses ved tryk på en aftrækker.
De ældste armbrøster kendes fra kinesiske grave fra 5. århundrede f.Kr., og i 2. århundrede f.Kr. var de et vigtigt håndvåben i kinesisk krigsførelse.
Hos romerne blev de brugt som jagtvåben, og det blev de også anset for at være op i middelalderen. Armbrøsten blev betragtet som et "uhæderligt" våben i krig, fordi en simpel bonde kunne nedlægge en ædel panserklædt ridder. (Buen er til gengæld et krævende våben at mestre, og dygtige bueskytter lærer det fra barnsben.)
I løbet af middelalderen blev den udviklet til et mere og mere kraftfuldt våben. Horn og træ blev erstattet af stål i stadig højere kvalitet, og indviklede tandhjulsmekanismer til at trække strengen tilbage blev opfundet. Armbrøsten blev et frygteligt våben, der kunne gennembore ringbrynjer på lang afstand.
(Med krudtets opfindelse kom skydevåben, der overgik og erstattede den på slagmarken.)

## Konstruktion
De traditionelle armbrøster er opbygget af en bue, som er fastgjort til en træstok, som har en låsemekanisme med en aftrækker, der kan holde den spændte streng på plads. Låsemekanismen kan bestå af et hak i stokken eller af en drejelig træcylinder med gribefingre, kaldet en nød. Et tryk på aftrækkeren får mekanismen til at slippe strengen, og bolten vil blive affyret. Træstokken er normalt lavet af billigt træ, fordi den ikke skal klare så meget pres/styrke som buen. Buen kan laves af forskellige materialer (askebuen, kompositbuen eller den moderne bue). Armbrøstens pil hedder en bolt, og den består af et træskaft med en jernspids og en hale med fjer. Bolten er typisk 25 cm lang og kan nemt gennemtrænge rustninger. Senere blev den kraftigere og mere dødbringende.
Den moderne armbrøst er ikke så baseret på styrke som den traditionelle, da de færreste går med rustning nu til dags. Derfor er de lavet af kunststof. Det gør dem lettere og mere mobile. De har en anderledes våbenkolbe med sigte, der gør dem mere stabile med et bedre sigte. Projektilet (bolten) til en moderne armbrøst er også anderledes: Træskaftet er af aluminium, og det er 40 cm i stedet for 25 cm.

## Udviklingen af armbrøsten
Det er stadig uvist, hvem der har opfundet armbrøsten, og hvor den stammer fra. Det siges, at kineserne var de første til at anvende våbenet, efterfulgt at grækerne og så italienerne, som skabte en større version, ballistaen.
I middelalderen havde man problemer med at spænde de kraftigste armbrøster, og derfor arbejdede man på at skabe mekanismer, der kunne gøre det. Det mest simple værktøj er en krog, som man sætter fast til et bælte. Man går lidt ned i knæ og tager fat i strengen med krogen, hvor man ellers skal stå ret for at trække strengen tilbage. Cranequin er en mekanik, som sidder på armbrøsten, hvor den med en krog tager fat i strengen. Den har et håndtag, som drejes for at spænde strengen.
De første buer i armbrøsten var af træ, hvad der ikke gav den maksimale styrke. Man arbejdede med at gøre armbrøsten bedre og fandt frem til kompositbuen. Kompositbuen er lavet af mange lag træ, horn og sener, der er limet sammen med fiskelim. Materialerne er så stærke, at man kan gøre buen kortere uden at knække og få en større kraft i skuddene. Da stål blev tilgængelig i 1400-tallet begyndte man at lave buerne af stål. Det gav en endnu større kraft. Nu til dags bliver de lavet af mange forskellige materialer, billige eller dyre. De bliver lavet af stål, aluminium og kunststof, alt efter om det skal være til hobby, jagt eller krig.

## Fordele og ulemper
Armbrøsten er meget mere kraftfuld end buen og præcis og nemmere at anvende. Den har så stor kraft, at bolten kan gå gennem rustninger, og gør det nemmere ved at dræbe i krig. Det kræver nærmest ikke nogen træning at kunne skyde, sigte og lade den. I middelalderens krige kunne enhver bruge armbrøsten, hvilket gjorde, at man ikke skulle bruge mange år på at oplære bueskytter. Det havde en stor betydning hvis en bueskytte gik tabt i krig, men med armbrøsten gav det ikke meget betydning, nu hvor alle kan betjene et fjernvåben. Armbrøsten har også den fordel, at man kan bruge den i alle positioner. Man skal stå op for at gøre buen klar og skyde, hvor man med armbrøsten f.eks. kan ligge ned og skyde. Har man trukket strengen tilbage i armbrøsten, er den altid klar til at skyde, men med en bue skal man trække strengen tilbage hver gang. Det tager sin tid.
Armbrøstens eneste ulempe er, at det tager lang tid for at genlade den.

## Anvendelse af armbrøsten i dag
Nu til dags bliver armbrøsten brugt til jagt og af militæret. Mange bruger armbrøsten som hobby; jagt eller konkurrenceskydning.
Armbrøsten bliver også anvendt af specialenheder i militæret. Fx til at afvæbne bombemænd uden at bomben detonerer og til lydløse skud. Besiddelse og brug af armbrøst i Danmark kræver våbentilladelse.